# Ave Sangria
 (novembre 2024).
Si vous disposez d'ouvrages ou d'articles de référence ou si vous connaissez des sites web de qualité traitant du thème abordé ici, merci de compléter l'article en donnant les références utiles à sa vérifiabilité et en les liant à la section « Notes et références ».
En pratique : Quelles sources sont attendues ? Comment ajouter mes sources ?

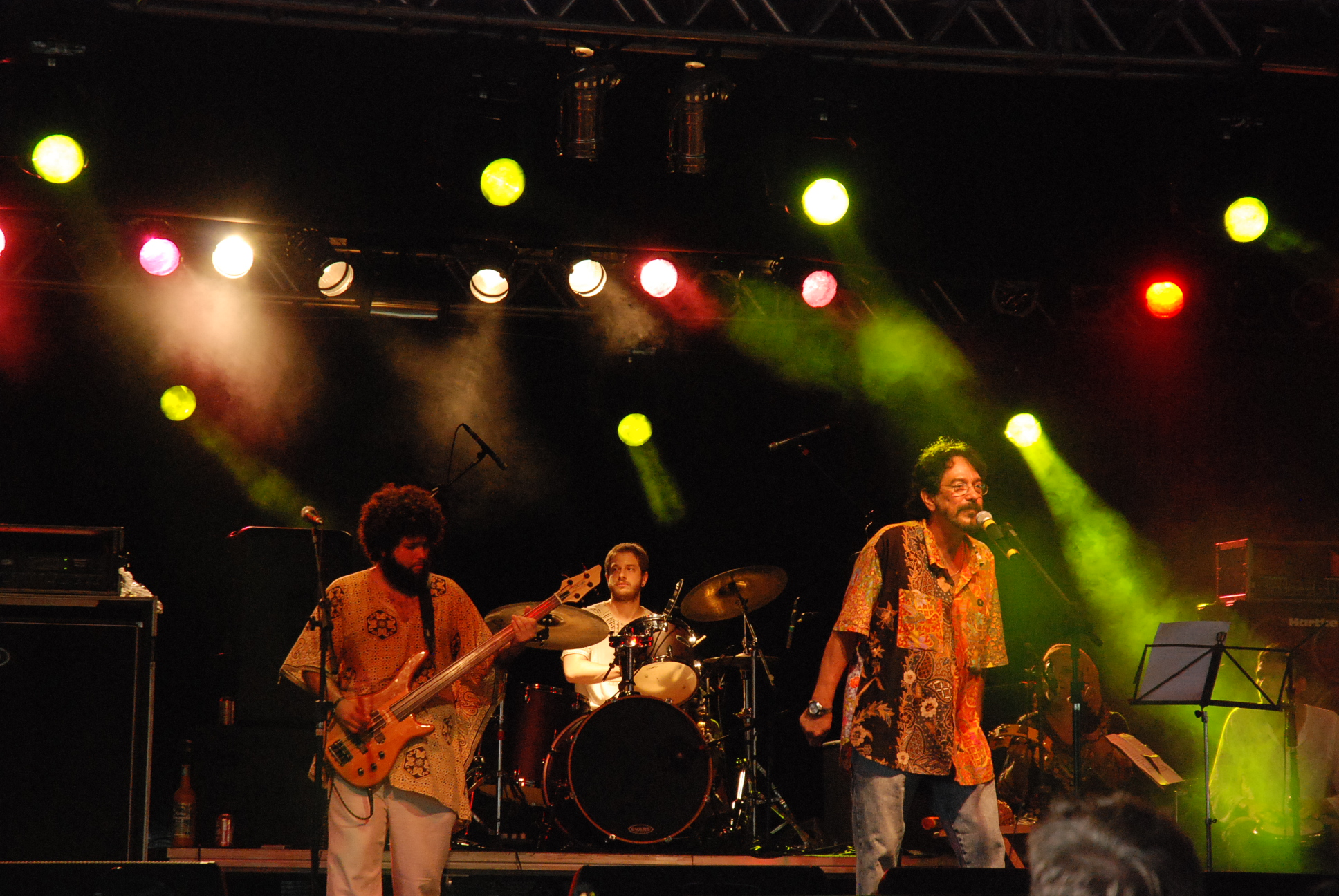
Cette photographie a été prise le 08 mars 2011 par Cristiano Medeiros Dalbem. Elle représente Ave Sangria en concert au Psicodália 2011 à Rio Negrinho, Santa Catarina, Brésil

Ave Sangria est un groupe de rock psychédélique brésilien, l'un des principaux représentants de la scène musicale psychédélique du Pernambuco dans les années 1970.

## Histoire
La plupart de ses musiciens sont nés et ont vécu toute leur vie à Vila dos Comerciários, une région pauvre de Recife. L'embryon du groupe émerge en 1968, lorsqu'Almir rencontre le chanteur Marco Polo, qui partage avec Almir la tâche de composer les chansons du groupe. Le bassiste faisait des reprises dans des groupes de danse, mais il voulait vraiment travailler de manière originale, tout comme Marco, et il y a eu une identification rapide entre le duo.
Initialement appelé Tamarineira Village (en référence à Greenwich Village à New York et au quartier de la zone Nord de Recife). En 1973, le groupe se produit sous ce nom à Salvador, Natal et João Pessoa.
Le groupe change de nom à la suggestion d'une gitane que les membres ont rencontrée à l'intérieur de Paraíba. Il a été formé par Marco Polo (chant), Ivson Wanderley (guitare solo et guitare acoustique), Paulo Raphael (guitare rythmique, synthétiseur, guitare acoustique, chant), Almir de Oliveira (basse), Israel Semente (batterie) et Agrício Noya ( percussion). De cette première formation est né l'album Ave Sangria, enregistré à Rio de Janeiro en mai et sorti en juin 1974.
Les dernières représentations du groupe ont eu lieu au Teatro de Santa Isabel, au centre de Recife, les 28 et 29 décembre 1974.
Le groupe s'est reformé dans les années 2010.

## Discographie

### Albums studio
- 1974 - Ave Sangria - RCA
- 2019 - Vendavais

### Album live
- 1974 - Perfumes e Baratchos

### Compactos
- 1974 - O Pirata - RCA
- 1975 - Lá Fora - RCA

### Singles
- 2020 - Janeiro

### Bootlegs
- 2009 - Tamarineira Village 1975 - ao vivo em Recife - CD Kopka